# Mordellistena ruficeps
Mordellistena ruficeps es una especie de coleóptero de la familia Mordellidae.

## Distribución geográfica
Habita en Buenos Aires.